# Ben Falcone
Pour les articles homonymes, voir Falcone (homonymie).
Benjamin Scott Falcone dit Ben Falcone, né le 25 août 1973 à Carbondale, Illinois, est un acteur, scénariste et producteur américain.

## Biographie
Ben Falcone s'est fait remarquer sur la scène hollywoodienne grâce à ses apparitions dans 17 épisodes de la série Joey entre 2004 et 2006.
Il est marié à l'actrice Melissa McCarthy depuis le 8 octobre 2005. Ensemble, ils ont deux filles : Vivian, née le 5 mai 2007, et Georgette (« Georgie »), née en mars 2010.

## Filmographie

### Acteur
Cinéma
- 2001 : Rennie's Landing : Bank Teller
- 2005 : Treize à la douzaine 2 (Cheaper by the Dozen 2) : le patron du théâtre
- 2006 : Cock-Off! : Cameron Strang
- 2006 : Garfield 2 (Garfield: A Tail of Two Kitties) : le touriste américain
- 2006 : Enfants non accompagnés (Unaccompanied Minors) : le Père Noël au centre commercial
- 2007 : Smiley Face : Agent
- 2007 : The Nines : lui-même
- 2011 : Mes meilleures amies (Bridesmaids) : Jon, le policier fédéral de l'air
- 2012 : Ce qui vous attend si vous attendez un enfant (What to Expect When You're Expecting) : Gary Cooper
- 2013 : Bad Words de Jason Bateman : Pete Fowler
- 2013 : Arnaque à la carte (Identity Thief) de Seth Gordon : Tony
- 2013 : Les Flingueuses (The Heat) : apparition brève
- 2013 : All About Albert : Will
- 2014 :  Tammy : Keith Morgan
- 2015 : Spy : le touriste américain
- 2016 : The Boss : Marty, l'avocat de Michelle
- 2017 : CHiPs de Dax Shepard : le policier à vélà
- 2020 : Superintelligence : agent de la NASA Charles Kuiper
- 2022 : Thor: Love and Thunder de Taika Waititi : le metteur en scène de théâtre (caméo)

Télévision
- 2003 : Gilmore Girls (série télévisée) - Saison 3, épisode 20 : L'avocat de Fran
- 2004-2006 : Joey (série télévisée) : Howard (17 épisodes)
- 2005 : Earl (série télévisée) - Saison 1, épisode 18 : Ed
- 2010 : Bones : Andy Pfleuger (1 épisode)
- 2011-2012 : Looney Tunes Show : Henery Hawk / Barnyard Dawg (voix - 4 épisodes)
- 2014 : A to Z : Howard (6 épisodes)
- 2014-2015 : New Girl (série télévisée) : Mike, collègue de Nick (4 épisodes)
- 2022 : God's Favorite Idiot (série télévisée) : Clark

### Scénariste
- 2007 : Looney Tunes Show (série TV), 1 épisode
- 2013 : Tammy
- 2016 : The Boss
- 2018 : La Reine de la fête ou Mère incontrôlable à la fac (Life of the Party)

### Producteur
- 2013 : Tammy
- 2016 : The Boss
- 2018 : Carnage chez les Puppets (The Happytime Murders) de Brian Henson
- 2020 : Superintelligence

### Réalisateur
- 2014 : Tammy
- 2016 : The Boss
- 2018 : La Reine de la fête ou Mère incontrôlable à la fac (Life of the Party)
- 2020 : Superintelligence
- 2021 : Thunder Force